# Anne Clough
Anne Jemima Clough (20 de enero de 1820 - 27 de febrero de 1892) fue una de las primeras sufragistas inglesas y promotora de la educación superior de las mujeres. Fue la primera directora del Newnham College.

## Biografía
Anne Clough nació en Liverpool, Lancashire, hija del comerciante de algodón James Butler Clough y Anne (née Perfect). James Butler Clough era el hijo menor de una familia de terratenientes que vivía en Plas Clough en Denbighshire desde 1567.
El hermano de Anne era Arthur Hugh Clough, el poeta y asistente de Florence Nightingale. Cuando tenía dos años la llevaron con el resto de la familia a Charleston, Carolina del Sur. No fue hasta 1836 que regresó a Gran Bretaña.
La educación de Clough se impartía en su propia casa, como era común en las mujeres de clase media y alta de la época. Trabajó como voluntaria en una escuela de beneficencia de Liverpool y se decidió a dirigir una escuela propia.
Cuando su padre quebró en 1841, aprovechó la oportunidad para establecer una pequeña escuela diurna. Esto le permitió contribuir financieramente, mientras satisfacía su interés en la educación. Posteriormente trabajó en la Borough Road School y en la Home and Colonial School Society. Tras la muerte de su padre, se trasladó a Ambleside, creando una escuela para niños e internos locales, Eller How.
A la muerte de su hermano Arthur, se mudó a Surrey, para apoyar a su cuñada Blanche Clough en la crianza de sus tres hijos pequeños. La hija más joven, Blanche Athena Clough, seguiría los pasos de su tía y se convertiría en una notable pedagoga.
Muy interesada en la educación de las mujeres, se hizo amiga de Emily Davies, Barbara Bodichon, Frances Buss y otras. Dio testimonio a una Comisión Real sobre la enseñanza secundaria, basado en su propia experiencia docente. Después de ayudar a fundar el Consejo del Norte de Inglaterra para la Promoción de la Educación Superior de la Mujer, actuó como su secretaria de 1867 a 1870 y como su presidenta de 1873 a 1874. Su plan para los profesores peripatéticos fue el germen del Movimiento de Extensión Universitaria.

## Fundación del Newnham College
Cuando las «Conferencias para Damas» se establecieron en Cambridge en la década de 1870, se hizo evidente que las mujeres que vivían a distancia necesitarían alojamiento. Henry Sidgwick invitó a Clough a hacerse cargo del primer albergue y sus primeros cinco estudiantes, estableciéndose en Regent Street, Cambridge, en 1871.
Las clases y el albergue se convirtieron rápidamente en el Newnham College, y Anne Clough en su primera directora. El nuevo colegio adoptó un enfoque diferente de la educación de las mujeres al del Girton College, reconociendo que a las mujeres se les había negado las oportunidades educativas disponibles para sus hermanos.
Un biógrafo posterior la describió así: «tenía un buen humor inagotable, mucho sentido común y diversión, y una envidiable capacidad para admitir cuando se equivocaba. Estas cualidades hacían que sus alumnos la apreciaran y le permitían trabajar bien y de forma creativa con sus colegas». Aunque tenía poca experiencia en administración, supervisó la construcción del nuevo colegio y las negociaciones sobre el arrendamiento del terreno. Su personalidad, compromiso y empuje la convirtieron en «una líder reconocida en la educación de las mujeres».

## Fallecimiento y legado

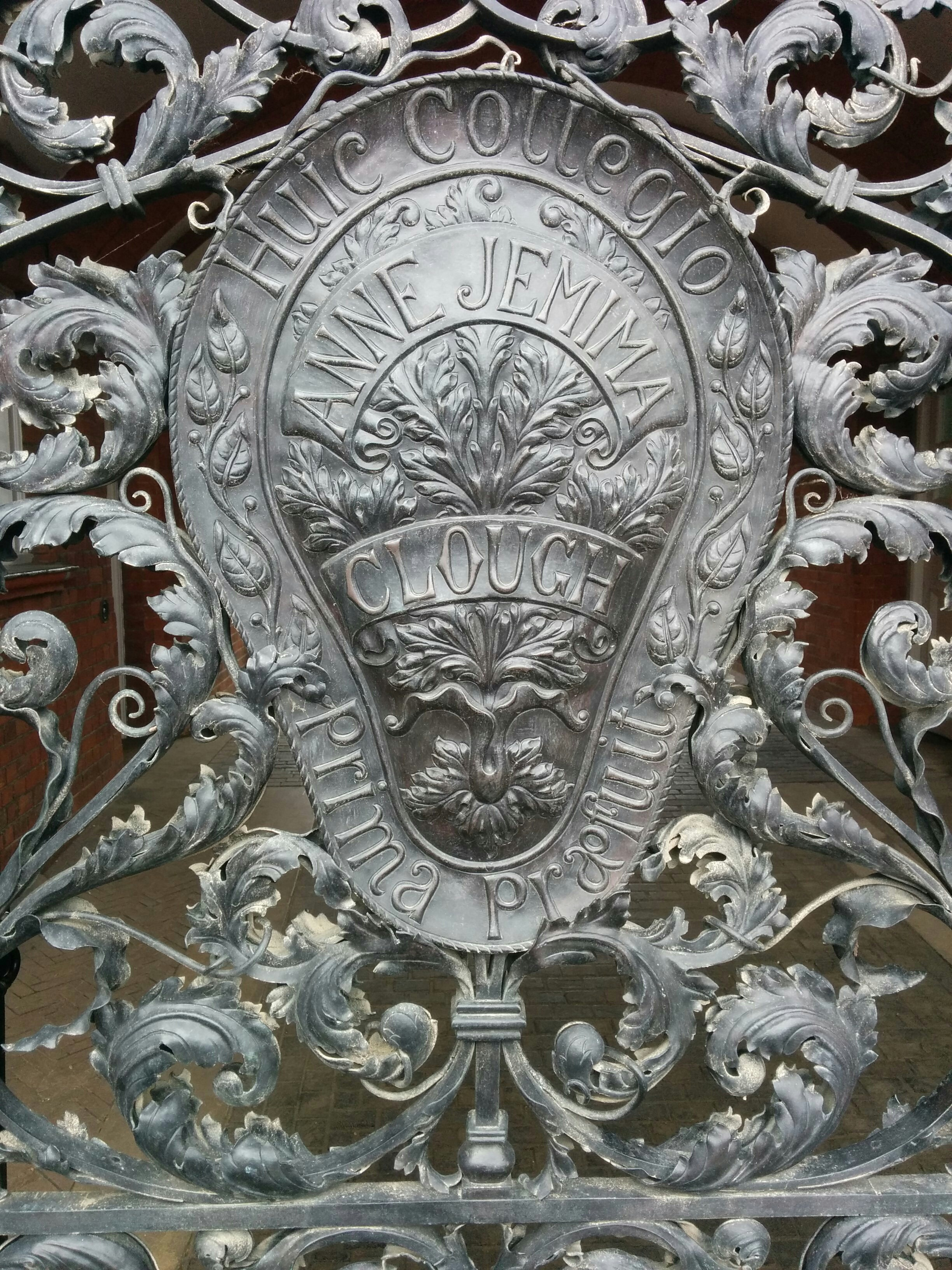
Detalle de puertas conmemorativas en el Newnham College.

Su sobrina BA Clough y su amiga Edith Sharpley, profesora de clásicos, la cuidaron al final de su vida. Ambas estuvieron presentes cuando ella murió, en Cambridge el 27 de febrero de 1892. Dos retratos de Clough están en el Newnham College, uno de William Blake Richmond, el otro de James Jebusa Shannon. Su tumba está en el cementerio de Grantchester, cerca de Cambridge.
Su legado está marcado en Clough Hall y las puertas conmemorativas de Clough en el Newnham College, una vidriera en la Catedral de Liverpool, la escultura de la calle Hope «A Case History» en Liverpool. Su lugar de nacimiento en Liverpool está marcado con una placa conmemorativa de Anne Jemima y su hermano Arthur Hugh.
La Universidad Edge Hill tiene una residencia llamada Clough en honor a su contribución a la educación superior y a la historia de la educación en Lancashire.